# Coppa Svizzera 1998-1999
La Coppa Svizzera 1998-1999 è stata la 74ª edizione della manifestazione calcistica. È iniziata il 4 agosto 1998 ed è terminata il 13 giugno 1999.
Ad aggiudicarsi il trofeo è stato il Losanna per la 9ª volta nella sua storia.

## Primo turno
| Squadra 1           | Risultato                 | Squadra 2            |
| ------------------- | ------------------------- | -------------------- |
| 4 agosto 1998       |                           |                      |
| Veltheim Winterthur | 4 - 0                     | Herisau              |
| Ballspiel Club ZH   | -                         | Spreitenbach         |
| 5 agosto 1998       |                           |                      |
| Caslano             | 0 - 2                     | Malcantone Agno      |
| Montlingen          | 0 - 3                     | Flurlingen           |
| 6 agosto 1998       |                           |                      |
| Neumünster          | -                         | Kilchberg-Rüschlikon |
| 7 agosto 1998       |                           |                      |
| Suhr                | 5 - 0                     | Olten                |
| Termen/Ried-Brig    | 0 - 1                     | Salgesch             |
| Courrendlin         | 2 - 2 d.t.s. (1-4 d.c.r.) | Boncourt             |
| 8 agosto 1998       |                           |                      |
| Malley              | 4 - 3 d.t.s.              | Collex-Bossy         |
| Konolfingen         | 3 - 0                     | Düdingen             |
| Cortaillod          | 2 - 1                     | La Sarraz-Eclépens   |
| Roche               | 1 - 3                     | Lutry                |
| Porrentruy          | 4 - 2                     | Old Boys Basilea     |
| La Tour-de-Peilz    | 1 - 6                     | Châtel-St-Denis      |
| Lamboing            | 0 - 2                     | Kerzers              |
| Perly-Certoux       | 1 - 1 d.t.s. (4-3 d.c.r.) | Terre Sainte         |
| Belfaux             | 1 - 1 d.t.s. (4-2 d.c.r.) | Worb                 |
| Länggasse           | 0 - 1                     | Allmendingen         |
| Lengnau             | 2 - 3                     | Liestal              |
| Malters             | -                         | Kickers Lucerna      |
| Nottwil             | -                         | Kölliken             |
| Cham                | 1 - 1 d.t.s. (4-3 d.c.r.) | Einsiedeln           |
| Wetzikon            | -                         | Lachen/Altendorf     |
| Ruswil              | 1 - 2                     | Langenthal           |
| Dagmersellen        | -                         | Schöftland           |
| Kirchberg           | -                         | Uzwil                |
| Küssnacht am Rigi   | -                         | Gossau               |
| Töss                | -                         | Fortuna San Gallo    |
| Binningen           | 3 - 3 d.t.s. (2-4 d.c.r.) | Gunzwil              |
| Wettingen           | -                         | Affoltern            |
| Bodio               | 2 - 2 d.t.s. (4-5 d.c.r.) | Tresa                |
| 9 agosto 1998       |                           |                      |
| Italiana Bern       | 0 - 3                     | Lerchenfeld          |
| Portugais Grottes   | 0 - 4                     | Signal Bernex        |
| Bramois             | 1 - 1 d.t.s. (4-3 d.c.r.) | Sierre               |
| Conthey             | 2 - 5                     | Savièse              |
| Laufen              | 3 - 2 d.t.s.              | Courtételle          |
| Aegerten-Brügg      | 5 - 3 d.t.s.              | Grünstern            |
| Au-Heerbrugg        | 1 - 2                     | Goldach              |
| Fulenbach           | 1 - 2                     | Klus-Balstahl        |
| Oetwil am See       | -                         | Turgi                |
| Adliswil            | -                         | Seefeld              |
| Kosova Schlieren    | -                         | Blue Stars ZH        |
| Baulmes             | 2 - 1                     | Audax-Friul          |
| Nordstern           | 0 - 5                     | Black Stars Basilea  |
| Zofingen            | 1 - 2                     | Subingen             |
| Dottikon            | 3 - 0                     | Welschenrohr         |
| Epalinges           | 2 - 0                     | Romontois            |
| Bavois              | 0 - 2                     | Le Locle             |
| Goldau              | 2 - 3 d.t.s.              | Mendrisio            |
| Reinach             | 2 - 6 d.t.s.              | Aesch                |
| Schmerikon          | -                         | Dübendorf            |
| St-Paul-Vésenaz     | 3 - 0                     | Crissier             |
| Grabs               | 2 - 1                     | Flawil               |
| Bazenheid           | -                         | Uznach               |
| Walenstadt          | -                         | Steinhausen          |
| Schluein            | 5 - 3                     | Vella                |
| 11 agosto 1998      |                           |                      |
| Wädenswil           | -                         | Stäfa                |

## Secondo turno
| Squadra 1            | Risultato                 | Squadra 2          |
| -------------------- | ------------------------- | ------------------ |
| 21 agosto 1998       |                           |                    |
| Cortaillod           | 0 - 2                     | Echallens          |
| St-Paul-Vésenaz      | 1 - 0                     | Gland              |
| Perly-Certoux        | 1 - 3                     | Meyrin             |
| 22 agosto 1998       |                           |                    |
| Le Locle             | 2 - 2 d.t.s. (8-9 d.c.r.) | Renens             |
| Kerzers              | 1 - 3                     | Colombier          |
| Porrentruy           | 1 - 2 d.t.s.              | La Chaux-de-Fonds  |
| Savièse              | 1 - 5                     | Martigny           |
| Baulmes              | 2 - 0                     | Le Mont            |
| Belfaux              | 2 - 0                     | Bümpliz            |
| Châtel-St-Denis      | 2 - 1 d.t.s.              | Vevey              |
| Langenthal           | 1 - 2                     | Bienne             |
| Malley               | 1 - 4                     | Chênois            |
| Boncourt             | 1 - 3                     | Concordia Basilea  |
| Lutry                | 0 - 3                     | Bex                |
| 23 agosto 1998       |                           |                    |
| Laufen               | 0 - 5                     | Serrières          |
| Bramois              | 0 - 4                     | Monthey            |
| Signal Bernex        | 2 - 2 d.t.s. (4-1 d.c.r.) | Grand-Lancy        |
| Allmendingen         | 1 - 1 d.t.s. (3-4 d.c.r.) | Friburgo           |
| Lerchenfeld          | 0 - 5                     | Bulle              |
| 22-23 agosto 1998    |                           |                    |
| Kilchberg-Rüschlikon | 0 - 4                     | Red Star Zurigo    |
| Seefeld              | 2 - 3 d.t.s.              | Wohlen             |
| Malcantone Agno      | 3 - 1                     | Grasshopper Biasca |
| Cham                 | 1 - 3                     | Rapperswil-Jona    |
| Lachen/Altendorf     | 0 - 5                     | Buochs             |
| Bazenheid            | 0 - 2 d.t.s.              | Kreuzlingen        |
| Dagmersellen         | 1 - 4                     | Wangen bei Olten   |
| Grabs                | 0 - 2                     | Frauenfeld         |
| Goldach              | 1 - 4 d.t.s.              | Gossau             |
| Kölliken             | 0 - 6                     | Sursee             |
| Konolfingen          | 3 - 2                     | Köniz              |
| Küssnacht am Rigi    | 5 - 2                     | Bülach             |
| Schmerikon           | 5 - 2                     | Freienbach         |
| Subingen             | 4 - 3                     | Dornach            |
| Spreitenbach         | 1 - 1 d.t.s. (5-4 d.c.r.) | Altstetten         |
| Suhr                 | 1 - 3                     | Grenchen           |
| Walenstadt           | 0 - 8                     | Tuggen             |
| Aesch                | 2 - 1                     | Lyss               |
| Dottikon             | 1 - 7                     | Schötz             |
| Wettingen            | 3 - 1                     | Schwamendingen     |
| Turgi                | 0 - 3                     | Muri               |
| Liestal              | 2 - 4 d.t.s.              | Muttenz            |
| Aegerten-Brügg       | 2 - 3                     | Marly              |
| Black Stars Basilea  | 4 - 1 d.t.s.              | Alle               |
| Blue Stars Zurigo    | 2 - 1                     | YF Juventus        |
| Flurlingen           | 0 - 8                     | Winterthur         |
| Kickers Lucerna      | 1 - 1 d.t.s. (3-1 d.c.r.) | Hochdorf           |
| Klus-Balstahl        | 0 - 3                     | Riehen             |
| Schluein             | 1 - 6                     | Rorschach          |
| Fortuna San Gallo    | 0 - 2                     | Sciaffusa          |
| Epalinges            | 0 - 8                     | Stade Lausanne     |
| Gunzwil              | 0 - 3                     | Münsingen          |
| Salgesch             | 1 - 5 d.t.s.              | Naters             |
| Uzwil                | 1 - 1 d.t.s. (2-4 d.c.r.) | Veltheim           |
| Wädenswil            | 0 - 1                     | Zugo               |
| Mendrisio            | 0 - 4                     | Bellinzona         |
| Tresa                | 1 - 3                     | Ascona             |

## Terzo turno
| Squadra 1            | Risultato                 | Squadra 2         |
| -------------------- | ------------------------- | ----------------- |
| 8 settembre 1998     |                           |                   |
| Spreitenbach         | 2 - 0                     | Wohlen            |
| 11 settembre 1998    |                           |                   |
| Belfaux              | 1 - 3                     | Colombier         |
| 12-13 settembre 1998 |                           |                   |
| Baulmes              | 1 - 3                     | Chênois           |
| St-Paul-Vésenaz      | 1 - 4                     | Renens            |
| Bex                  | 1 - 2 d.t.s.              | Signal Bernex     |
| Naters               | 1 - 0                     | Martigny          |
| Meyrin               | 4 - 1                     | Echallens         |
| Stade Lausanne       | 2 - 2 d.t.s. (2-3 d.c.r.) | Monthey           |
| Bienne               | 0 - 1                     | La Chaux-de-Fonds |
| Marly                | 1 - 2 d.t.s.              | Münsingen         |
| Konolfingen          | 2 - 5                     | Friburgo          |
| Subingen             | 1 - 4                     | Wangen bei Olten  |
| Grenchen             | 3 - 1                     | Serrières         |
| Black Stars Basilea  | 2 - 1                     | Ascona            |
| Schötz               | 5 - 1                     | Malcantone Agno   |
| Aesch                | 0 - 4                     | Bellinzona        |
| Zugo                 | 1 - 2                     | Küssnacht am Rigi |
| Sursee               | 0 - 1                     | Buochs            |
| Kickers Lucerna      | 5 - 3                     | Concordia Basilea |
| Sciaffusa            | 0 - 4                     | Red Star Zurigo   |
| Muri                 | 0 - 1                     | Gossau            |
| Winterthur           | 3 - 0                     | Tuggen            |
| Blue Stars Zurigo    | 2 - 4                     | Veltheim          |
| Wettingen            | 2 - 2 d.t.s. (2-4 d.c.r.) | Rorschach         |
| Kreuzlingen          | 1 - 3                     | Rapperswil-Jona   |
| Schmerikon           | 0 - 2                     | Frauenfeld        |
| Riehen               | 1 - 0                     | Muttenz           |
| 30 settembre 1998    |                           |                   |
| Châtel-St-Denis      | 3 - 1 d.t.s.              | Bulle             |

## Quarto turno
| Squadra 1           | Risultato                 | Squadra 2        |
| ------------------- | ------------------------- | ---------------- |
| 9 ottobre 1998      |                           |                  |
| Winterthur          | 5 - 1                     | Rapperswil-Jona  |
| 10 ottobre 1998     |                           |                  |
| Meyrin              | 0 - 4                     | Yverdon          |
| Monthey             | 1 - 3                     | Naters           |
| Kickers Lucerna     | 2 - 2 d.t.s. (4-5 d.c.r.) | Chiasso          |
| Schötz              | 0 - 1 d.t.s.              | Locarno          |
| Frauenfeld          | 0 - 1                     | Sciaffusa        |
| Veltheim            | 1 - 3 d.t.s.              | Gossau           |
| Red Star Zurigo     | 4 - 3 d.t.s.              | Baden            |
| Rorschach           | 1 - 3                     | Wil              |
| Bulle               | 3 - 1 d.t.s.              | Chênois          |
| 11 ottobre 1998     |                           |                  |
| Black Stars Basilea | 1 - 2 d.t.s.              | Grenchen         |
| Spreitenbach        | 0 - 3                     | Bellinzona       |
| Colombier           | 1 - 2                     | Thun             |
| Riehen              | 2 - 5                     | Buochs           |
| Signal Bernex       | 1 - 5                     | Stade Nyonnais   |
| La Chaux-de-Fonds   | 1 - 1 d.t.s. (7-8 d.c.r.) | Wangen bei Olten |
| Renens              | 0 - 2                     | Étoile Carouge   |
| Friburgo            | 0 - 1                     | Delémont         |
| Küssnacht am Rigi   | 2 - 4                     | Kriens           |
| Münsingen           | 1 - 3                     | Soletta          |

## Sedicesimi di finale
| Squadra 1        | Risultato                 | Squadra 2       |
| ---------------- | ------------------------- | --------------- |
| 20 febbraio 1999 |                           |                 |
| Locarno          | 0 - 0 d.t.s. (3-5 d.c.r.) | Zurigo          |
| 21 febbraio 1999 |                           |                 |
| Yverdon          | 3 - 1                     | Young Boys      |
| Gossau           | 0 - 2                     | Lugano          |
| Stade Nyonnais   | 2 - 2 d.t.s. (4-2 d.c.r.) | Basilea         |
| 17 marzo 1999    |                           |                 |
| Bulle            | 1 - 5                     | Losanna         |
| Delémont         | 1 - 0                     | Neuchâtel Xamax |
| Naters           | 1 - 3                     | Servette        |
| Winterthur       | 1 - 2                     | Grasshoppers    |
| Buochs           | 1 - 0 d.t.s.              | San Gallo       |
| Grenchen         | 2 - 0                     | Étoile Carouge  |
| 18 marzo 1999    |                           |                 |
| Soletta          | 0 - 1                     | Sion            |
| Wil              | 3 - 0                     | Aarau           |
| 24 marzo 1999    |                           |                 |
| Sciaffusa        | 0 - 1 d.t.s.              | Lucerna         |
| Red Star Zurigo  | 3 - 0                     | Chiasso         |
| Wangen bei Olten | 2 - 5 d.t.s.              | Thun            |
| Bellinzona       | 3 - 0                     | Kriens          |

## Ottavi di finale
| Squadra 1       | Risultato                 | Squadra 2    |
| --------------- | ------------------------- | ------------ |
| 13 aprile 1999  |                           |              |
| Stade Nyonnais  | 1 - 1 d.t.s. (2-4 d.c.r.) | Grasshoppers |
| Wil             | 1 - 4                     | Losanna      |
| 14 aprile 1999  |                           |              |
| Buochs          | 0 - 1                     | Servette     |
| Grenchen        | 0 - 2                     | Sion         |
| Thun            | 1 - 3                     | Delémont     |
| Bellinzona      | 2 - 3                     | Lucerna      |
| Zurigo          | 0 - 1                     | Lugano       |
| 15 aprile 1999  |                           |              |
| Red Star Zurigo | 2 - 1                     | Yverdon      |

## Quarti di finale
| Squadra 1       | Risultato | Squadra 2    |
| --------------- | --------- | ------------ |
| 5 maggio 1999   |           |              |
| Red Star Zurigo | 2 - 1     | Lugano       |
| Delémont        | 1 - 2     | Losanna      |
| Lucerna         | 1 - 2     | Grasshoppers |
| Sion            | 1 - 2     | Servette     |

## Semifinali
| Squadra 1       | Risultato | Squadra 2    |
| --------------- | --------- | ------------ |
| 18 maggio 1999  |           |              |
| Servette        | 0 - 1     | Losanna      |
| 20 maggio 1999  |           |              |
| Red Star Zurigo | 0 - 7     | Grasshoppers |

## Finale
| Squadra 1 | Risultato | Squadra 2    |
| --------- | --------- | ------------ |
| Losanna   | 2 - 0     | Grasshoppers |

| Arbitro: | Roland Beck |

| |            | |
| Diogo 35’ Mazzoni 92’ | Marcatori  | |
| · Rapo · Ohrel · Puce · Londono · Hänzi · 74’ Gerber · Rehn · Celestini · 58’ 82’ Diogo · 70’ Thurre · Mazzoni · 70’ Piffaretti · 74’ Shahgeldyan · 82’ Douglas | Formazioni | · Zuberbühler · Cabanas · Müller · Smiljanic · Berner · Vogel · Tararache 15’ 68’ · De Napoli 84’ · Tikva 77’ · Kavalashvili · Yakin 59’ · Comisetti 59’ 66’ · Zanni 68’ · Magnin 84’ |
| Pierre-André Schürmann | Allenatori | Roger Hegi |